# Tresse (mathématiques)
Pour les articles homonymes, voir Tresse (homonymie).
Ne doit pas être confondu avec Lemme des tresses.
En mathématiques, et plus précisément en topologie et théorie des groupes, une tresse est un objet mathématique formalisant ce qu'on appelle tresse (ou natte) dans la vie courante. Les tresses ont une structure de groupe naturelle, et possèdent des liens profonds avec des domaines divers des mathématiques notamment en topologie, théorie des nœuds et combinatoire algébrique. Cette théorie trouve des applications en physique statistique, en mécanique quantique ainsi qu'en informatique théorique, par exemple en cryptographie.

## Définitions
Les groupes de tresses peuvent être définis de différentes manières équivalentes, illustrant les relations qu'ils entretiennent avec différents domaines des mathématiques.

### Tresses géométriques

Exemple de tresse à trois brins.

Soit {\displaystyle A=\left\{a_{1},...,a_{n}\right\}} un ensemble de {\displaystyle n} points du disque unité ouvert de {\displaystyle \mathbb {C} }.
On appelle brin le graphe d'une application {\displaystyle b} continue de {\displaystyle I=\left[0,1\right]} dans le disque unité ouvert de {\displaystyle \mathbb {C} }, dont les extrémités {\displaystyle b(0)} et {\displaystyle b(1)} appartiennent à {\displaystyle A}.
On appelle tresse géométrique à {\displaystyle n} brins la réunion de {\displaystyle n} brins disjoints. On considère que deux tresses géométriques représentent la même tresse « conceptuelle » si elles peuvent être obtenues l'une à partir de l'autre en déplaçant les brins continûment, sans que les brins ne se traversent ni ne se détachent à leurs extrémités. On dit alors que les deux tresses géométriques sont isotopes.
On définit une loi de composition sur l'ensemble des tresses géométriques à {\displaystyle n} brins, telle que le produit de deux tresses est obtenu simplement en les empilant l'une au-dessus de l'autre. Ce produit est associatif et compatible avec la relation d'isotopie. Le produit d'une tresse avec son image dans un miroir horizontal est isotope à la tresse triviale (sans croisement), dont la classe d'équivalence joue le rôle d'élément neutre. Ceci permet donc également de définir l'inverse d'une tresse. Finalement, l'ensemble des tresses géométriques à n brins quotienté par la relation d'isotopie est un groupe, noté {\displaystyle B_{n}}.

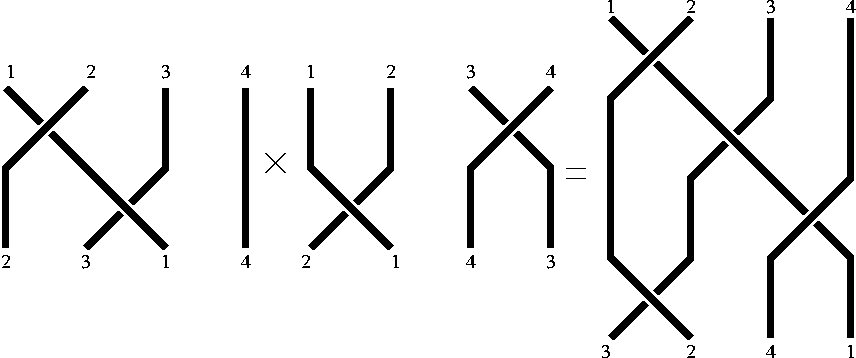
Produit de deux tresses

### Générateurs et relations
Le groupe de tresses {\displaystyle \,B_{n}} est le groupe engendré par les générateurs {\displaystyle \,\sigma _{1},\dots ,\sigma _{n-1}} et les relations
1. {\displaystyle \,\sigma _{i}\sigma _{i+1}\sigma _{i}=\sigma _{i+1}\sigma _{i}\sigma _{i+1}},
2. {\displaystyle \,\sigma _{i}\sigma _{j}=\sigma _{j}\sigma _{i}} si {\displaystyle \,|i\!-\!j|\geq 2}.

### Groupe fondamental
On définit ce qu'on appelle un espace de configuration {\displaystyle E_{n}=\{(z_{1},\dots ,z_{n})\in \mathbb {C} ^{n},\ i\neq j\Rightarrow z_{i}\neq z_{j}\}}. Autrement dit, cet espace est l'ensemble des n-uplets de nombres complexes dont tous les éléments sont distincts. On peut interpréter physiquement cet espace en remarquant qu'un nombre complexe représente les coordonnées d'un point dans un plan, ainsi l'espace de configuration {\displaystyle \,E_{n}} peut être vu comme l'ensemble des configurations dans lesquelles peuvent se trouver n particules dans un plan (la condition reflétant simplement le fait que deux particules ne peuvent pas se trouver au même endroit).
On remarque par ailleurs qu'en général, les brins d'une tresse n'arrivent pas dans le même ordre qu'au départ. Par exemple, sur le premier dessin, le brin qui part d'en haut à gauche arrive en bas à droite. Il existe par contre des tresses dont tous les brins arrivent à la même position que celle dont ils sont partis. Une telle tresse est appelée tresse pure. L'ensemble des tresses pures forme un sous-groupe du groupe de tresses.
Le lien entre ces deux notions est le suivant : le groupe fondamental de {\displaystyle \,E_{n}} est le groupe de tresses pures à n brins, noté {\displaystyle \,P_{n}}.

## Mots de tresse

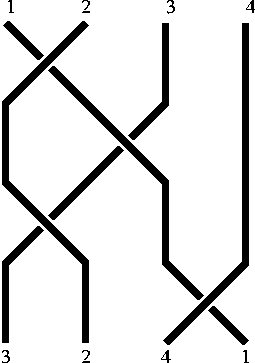
Diagramme d'une tresse.

À isotopie près, une tresse abstraite peut toujours être représentée par une tresse géométrique qui ne contient jamais deux croisements à la même hauteur. Il est donc possible de projeter toute tresse dans le plan, afin d'obtenir un diagramme de tresse. Afin de ne pas perdre d'information vis-à-vis de l'espace en 3 dimensions il faut indiquer, lorsque deux brins se croisent, lequel passe devant l'autre.
Pour que les diagrammes de tresses et leur produit correspondent aux permutations et à leur composition il faut lire les diagrammes de tresses de bas en haut. Par exemple, le diagramme de tresses ci-dessous a pour permutation (1 3 4).

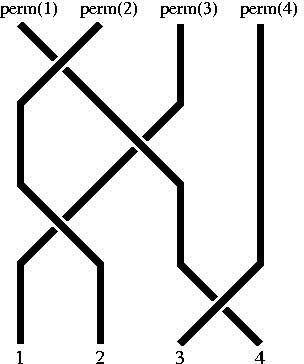

Ainsi prenons deux diagrammes de tresses {\displaystyle \,b_{1}} et {\displaystyle \,b_{2}} de permutation associée respective {\displaystyle \,s_{1}} et {\displaystyle \,s_{2}}. Le produit {\displaystyle \,b_{1}b_{2}} a pour permutation {\displaystyle \,s_{1}\circ s_{2}}.
Pour étudier les tresses, il faut les comparer vis-à-vis de leur chemin et de leur permutation associée. Dans un diagramme de tresses, certains croisements sont indépendants les uns des autres.

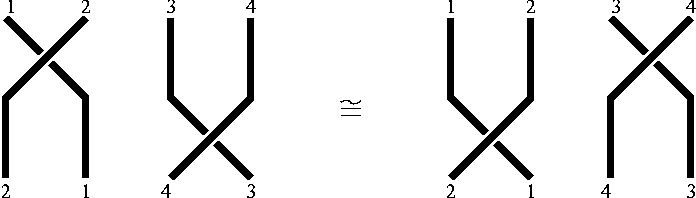

Deux diagrammes de tresses sont dits 'isotopes' si on peut obtenir l'un à partir de l'autre en déplaçant les brins sans les « couper » et sans toucher aux extrémités.

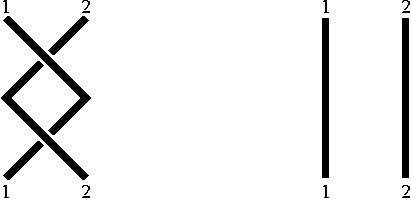

La relation d'isotopie sur {\displaystyle \,T_{n}} est une relation d'équivalence.
Deux diagrammes de tresses isotopes représentent la même permutation, mais la réciproque est fausse : deux diagrammes ayant la même permutation associée ne sont pas nécessairement isotopes.

## Groupes de tresses
En quotientant {\displaystyle \,T_{n}} par la relation d'isotopie on obtient une structure de groupe sur l'ensemble des diagrammes de tresses à {\displaystyle \,n} brins. On note {\displaystyle \,B_{n}} et on appelle « groupe de tresses à n brins » le groupe ainsi obtenu. L'élément neutre étant bien évidemment la classe du diagramme trivial, l'inverse d'un diagramme est le diagramme obtenu en prenant son image miroir, comme on le voit sur l'exemple ci-dessous.

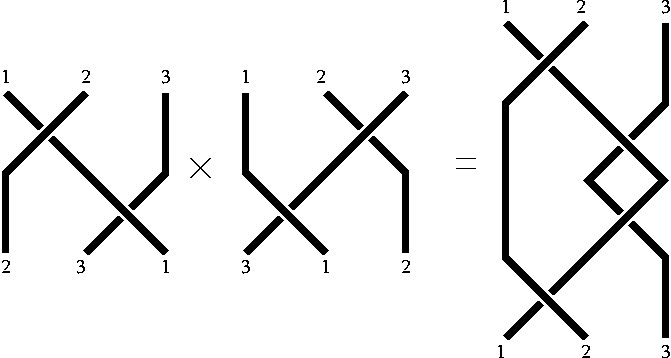

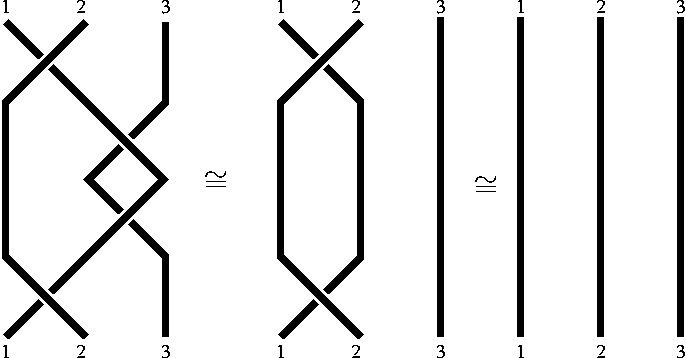

Par simplification on appelle tresse à {\displaystyle \,n} brins un élément de {\displaystyle \,B_{n}}.
On plonge {\displaystyle \,B_{n}} dans {\displaystyle \,B_{n+1}} en transformant les tresses à {\displaystyle \,n} brins en tresses à {\displaystyle \,n+1} brins de la manière suivante.
On ajoute à droite un {\displaystyle \,n+1}-ième brin qui n'en croise aucun autre, comme on le voit dans l'exemple suivant :

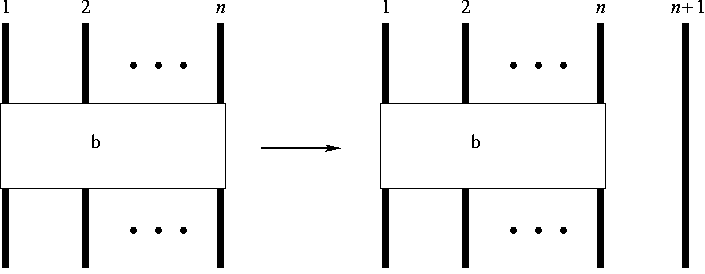

On note {\displaystyle \,B_{\infty }} et on appelle « groupe de tresses » le groupe
{\displaystyle B_{\infty }=\bigcup _{n\geq 0}B_{n}}.

## Applications et généralisations
La théorie des tresses est utilisée pour décrire les anyons en physique.
La théorie des tresses est utilisée en informatique théorique notamment en lien avec la théorie des langages et en cryptographie.
Elle est également utilisée pour certains diagrammes de jonglerie.